# 普莱诺高中
普莱诺高中（英語：Plano Senior High School）是美国德克萨斯州普莱诺的一所公立中学，它招收11－12年级的学生。它是普莱诺独立学区（主要以学生住宅区为基础）的一部分。普莱诺高中两度被选为蓝带学校并且是一所德克萨斯模范学校。